# Castración
La castración, en los animales o en los seres humanos, es la técnica quirúrgica destinada a retirar los órganos sexuales, en hombres o en mujeres. Esto causa la esterilización, con lo que se impide la reproducción; también se reduce drásticamente, en consecuencia, la producción de las hormonas generadas básicamente en dichos órganos, como la testosterona o los estrógenos (una pequeña parte de las cuales se produce en la corteza suprarrenal).
Cuando se trata de la ablación de clítoris o el sellado de los labios vulvares en la mujer, también se habla de infibulación.

## Castración en los seres humanos

### Historia

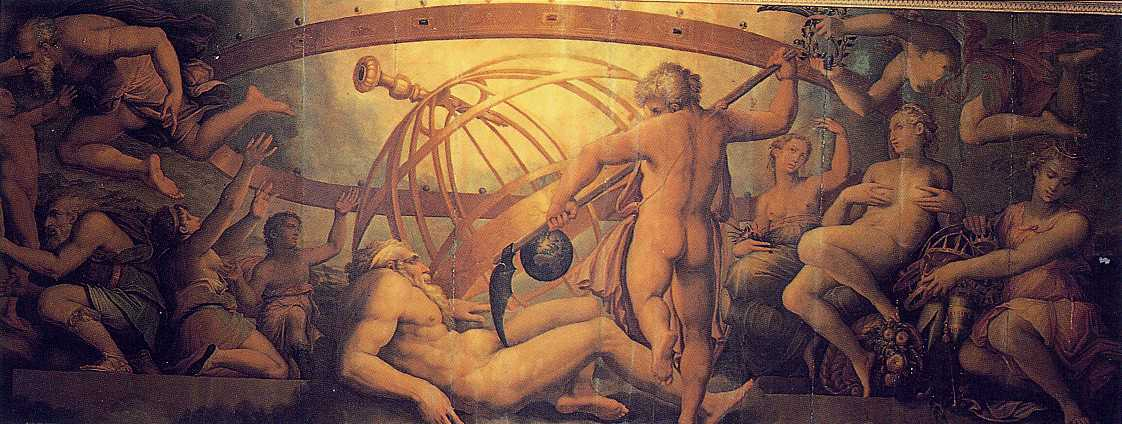
La castración de Urano. Fresco de Giorgio Vasari y Cristofano Gherardi (c. 1560, Sala di Cosimo I, Palazzo Vecchio, Florencia, Italia).

La castración se conoce desde tiempos inmemoriales y se utilizó con frecuencia en ciertas culturas, como en Europa, el Medio Oriente, India, África y China, por razones religiosas o sociales. Después de las batallas, algunos pueblos castraban a los prisioneros o a los muertos, para simbolizar su victoria y medir su poder.
Algunas religiones, como el judaísmo, se oponían totalmente a esta práctica aunque en algunas épocas cortaban el prepucio a los enemigos vencidos.
En la Antigüedad en Mesopotamia en tiempos del rey asirio se castigaban las prácticas homosexuales con la castración.
Tras imponerse el cristianismo como religión oficial en la Antigua Roma, los hijos sucesores de Constantino dictaron una ley que condenaba a la castración a hombres por asumir el rol pasivo en prácticas homosexuales.
A este castigo también eran condenados los hombres homosexuales durante el reino visigodo bajo la influencia de la religión católica.
Los vendedores de esclavos africanos comúnmente los castraban para incrementar su valor comercial. Después de negarle cualquier líquido a la víctima en un día o dos, le extraían los testículos, y después usaban un hierro caliente para cicatrizar la herida. Posteriormente obligaban al esclavo a tomar grandes cantidades de agua para que se le abrieran los canales de la orina. Se estima que el 90% de los esclavos morían en esta práctica, sin embargo, los esclavos castrados eran muy bien pagados inclusive.
En Europa, cuando no se permitía cantar en público a las mujeres, los niños eran castrados para evitar que perdieran la calidad de sus voces en la pubertad y para desarrollar un tono de voz especial. Se les llamaba castrati y eran muy usados en los coros de las capillas.
Durante la época de los fueros municipales en la península ibérica se sometía a la castración a los hombres judíos por mantener relaciones sexuales con cristianas.
La castración en humanos ha sido propuesta, y a veces usada, como un método de control de natalidad en las regiones del planeta más pobres. 
En el derecho se ha utilizado como pena, generalmente argumentando una prevención especial positiva exacerbada para los casos de violadores o pederastas, e incluso para multitud de actos violentos, que también se han relacionado con la virilidad. Durante el período nazi, se realizaron castraciones en algunos campos de concentración, principalmente a varones judíos y prisioneros rusos (véase, Josef Mengele).
Muy famosos son en las culturas china y árabe los llamados eunucos (también mencionados en la Biblia). Los eunucos eran hombres al servicio del emperador o emperatriz, quienes pasaban por esta especie de prueba de fidelidad. Los eunucos tenían diversas funciones dentro del palacio entre las que se encontraba la de ser guardianes de las zonas de los palacios dedicadas a las esposas de los grandes señores (haremes). En algunas culturas, sus gónadas una vez amputadas eran depositadas en un cofre y cuando fallecían se les enterraba con este cofre y su contenido para simbolizar que morían enteros. Los eunucos también existieron en Egipto antiguo, Grecia y en Persia, entre otras naciones.
Lista de casos conocidos

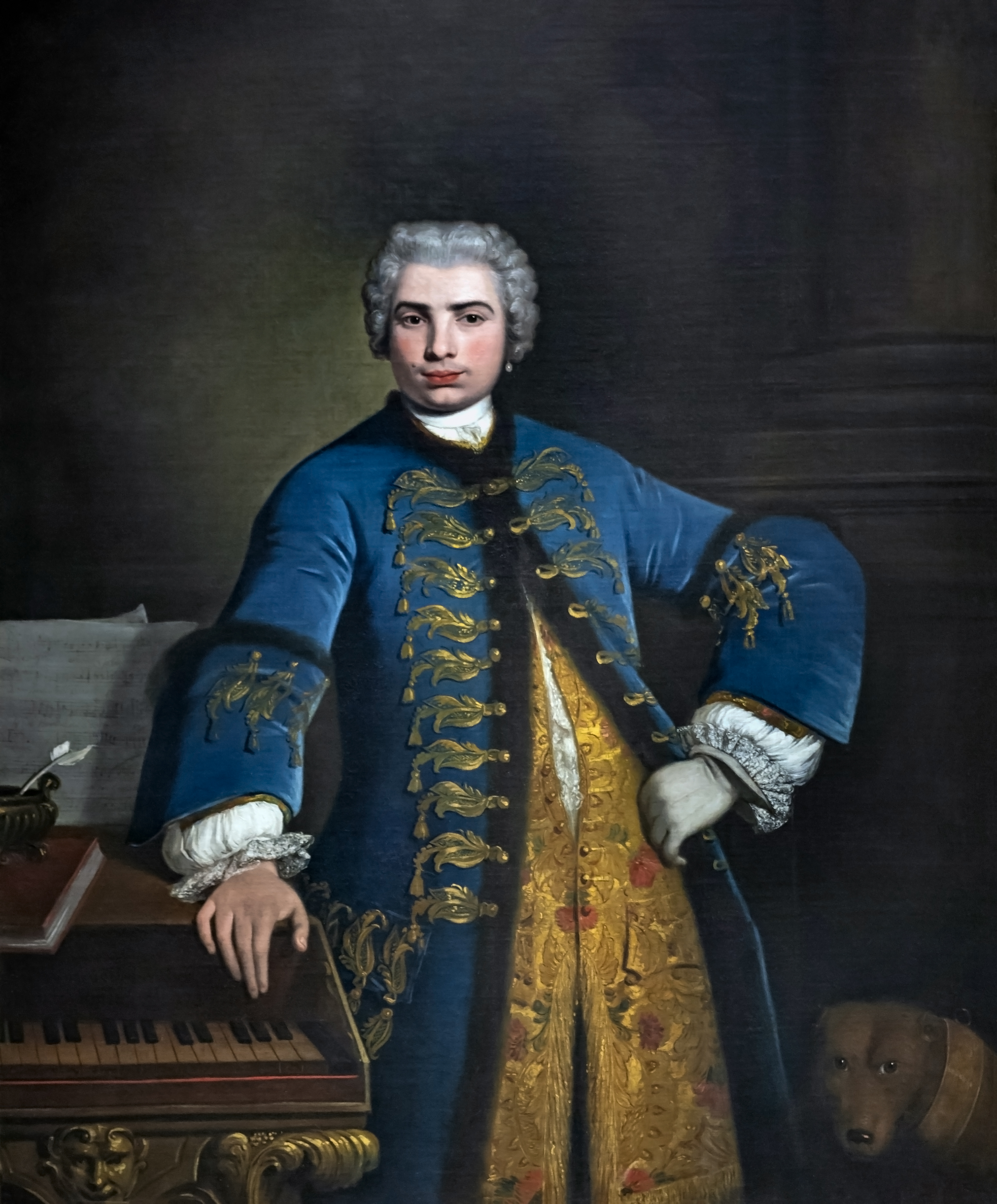
Retrato del castrati Farinelli (1734) por Bartolomeo Nazari.

- Sima Qian, el historiador chino castrado por orden del emperador de China por rebelde.

- Pedro Abelardo, monje medieval castrado por orden del tío de su mujer, que era opuesto a su matrimonio.

- Bishop Wimund, un aventurero inglés del siglo XII e invasor de las costas de Escocia.

- Bagoas, fue castrado de muy joven, para ser un eunuco al servicio sexual de personajes poderosos.

- Esporo, joven romano, castrado a petición de Nerón.

- Alan Turing, matemático, famoso por descifrar los códigos nazis durante la II Guerra Mundial, precursor de la informática, sufrió la castración química en 1952 por su homosexualidad, dos años después se suicidó. En el 2009, el primer ministro británico, Gordon Brown, ofreció una disculpa formal por esta condena.

- Según una denuncia, en los Países Bajos un número no menor a diez menores de edad, internados en institutos católicos, habrían sido castrados para suprimir su homosexualidad, durante la década de 1950. La Comisión Deetman, encargada, desde 1945, de investigar los abusos sexuales ocurridos dentro de la Iglesia católica neerlandesa no llegó a profundizarla, por falta de mayores datos, aunque se conoce el testimonio de una de las víctimas.[7] En los Países Bajos, la terapia electroconvulsiva y la castración eran métodos no poco comunes de tratar la homosexualidad en hombres menores de 21 años; se calcula que unos 400 hombres fueron castrados en hospitales neerlandeses entre 1930 y 1968, cuando se abolió la práctica.[8]

### Razones
La extracción quirúrgica de uno o ambos testículos se realiza en el caso de cáncer testicular, ante traumatismos severos de este órgano, infarto del mismo, u otras razones médicas. La extracción quirúrgica o la inutilización química de los dos testículos puede utilizarse en caso de cáncer de próstata para reducirlo (a través de la disminución de la concentración sanguínea de las hormonas producidas por los testículos).[cita requerida]
La castración química «temporal» ha sido estudiada y desarrollada para ser utilizada como acción preventiva y castigo para personas que han cometido crímenes sexuales en repetidas ocasiones, como la violación u otro tipo de violencia sexual. Este tipo de castigo tiene precedentes en el Derecho Medieval. La castración química o quirúrgica está siendo discutida en muchos países como una opción voluntaria de los condenados a cárcel, así evitarían estar presos por muchos años. En el caso de la castración química, se precisan inyecciones regulares de antiandrógeno. La efectividad de esta medida es discutida y existen numerosos casos de violadores castrados y que han reincidido en sus crímenes.[cita requerida]

### Consecuencias médicas
Alguien castrado antes del inicio de su pubertad retendrá su voz aguda, cuerpo y genitales pequeños (en caso de quedarle el pene se mantiene como un pene infantil), no desarrollará vello púbico, y tendrá poca apetencia de sexo, o ninguna.
En tiempos antiguos, la castración incluía la extracción de todos los genitales masculinos. Esto involucraba un gran peligro de muerte debido a una hemorragia o una infección, y en algunos lugares, como en el Imperio Romano de Oriente, se veía como una sentencia de muerte. Eliminar exclusivamente los testículos implicaba mucho menos riesgo.
Las castraciones después del inicio de la pubertad, típicamente, reducen o eliminan la libido. Los castrados pueden, sin embargo, ocasionalmente tener erecciones, orgasmos y eyaculaciones (aunque estas son de semen totalmente carente de espermatozoides). La voz normalmente no sufre cambios. Se produce una ligera redistribución adiposa corporal.

### Tratamiento y restauración
La castración es una supresión de tipo mayor de tejidos, y su gravedad la sitúa en el ámbito de las amputaciones. Por lo cual, aunque han sido desarrollados algunos tratamientos para esa situación, son complejos y vanguardistas, y sus resultados pueden variar. El desarrollo de nuevas mejorías en los tratamientos ya existentes podría requerir tiempo. Los tratamientos conocidos y aplicables son:
- Implante de un pene artificial.[11]
- Implante de testículos artificiales (prótesis).
- Trasplante de pene, sea el de un cadáver (con resultados que pueden variar)[12] o uno cultivado en laboratorio (un método que está siendo investigado).[13]
- Restauración del prepucio.
- Faloplastia.
- Agrandamiento del pene (con sus propios riesgos, pero que un paciente al que aún le quede una porción de pene podría asumir).
- Terapia con testosterona con el objetivo de suplir la falta de producción de esa hormona en los testículos

## La castración en animales

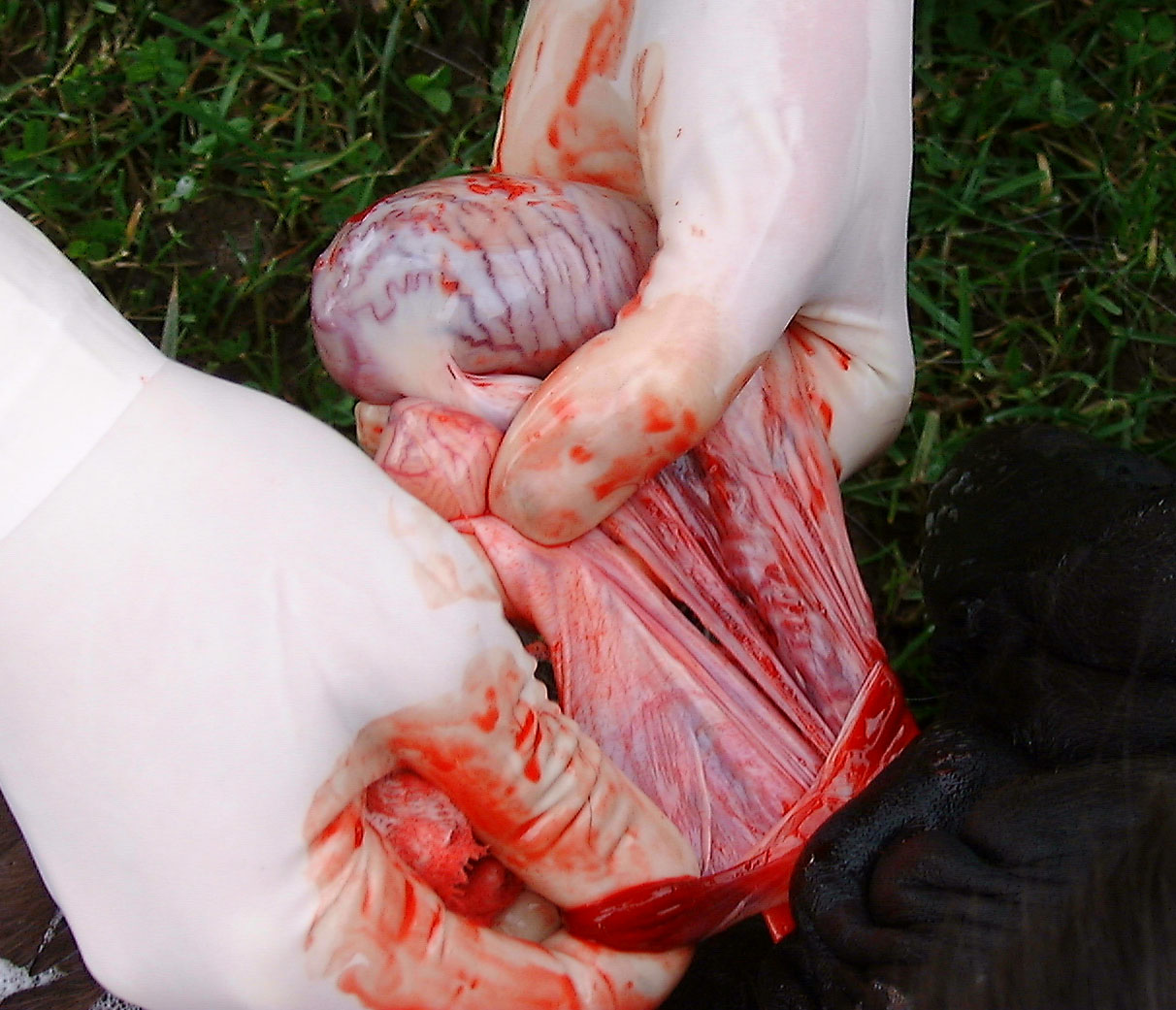
Una castración en un caballo con el uso de anestesia general.

La castración es común tanto en animales grandes como pequeños, cuando se desea favorecer un desarrollo dado, un cambio en los hábitos o para prevenir la sobrepoblación.

### En animales de compañía
Los animales de compañía o mascotas, en los que también es frecuente llamarle esterilización, se extraen los ovarios para eliminar el período de celo y la reproducción y, secundariamente, para promover un cambio de hábitos. Siendo más común la esterilización de las hembras, suele realizarse también en los machos, sobre todo en el caso de los gatos.
Asimismo, la castración es el método de elección para la curación de determinadas enfermedades del sistema reproductor, como los tumores testiculares y la hiperplasia prostática en los machos, o la piómetra en las hembras.
En muchos países europeos la castración de animales es considerada una práctica cruel, llegando a estar prohibida en algunos países como Noruega, donde por ley no se permite castrar a perros ni gatos a excepción de que haya un problema de salud que lo justifique.

### En animales de ganadería
En la industria alimentaria, el ganado vacuno y otros animales, como los cerdos o el ganado ovino, frecuentemente se castran para incrementar su peso y mejorar las cualidades de su carne. En este caso, sólo son castrados los machos, con lo cual también se facilita su manejo, siendo esta última la razón que lleva a castrar a los caballos (caballo capón).
Existen, en muchos casos, diferentes denominaciones para los animales machos que han sido castrados, para diferenciarlos de los que permanecen enteros: el toro pasa a ser buey, el gallo es capón, el cerdo al castrarse deja de ser verraco para ser llamado simplemente chancho o capón en varias regiones de América Latina, y al caballo o al asno que conserva sus atributos se lo llama garañón. En general, en la mayoría de las especies, se designa como semental o padrillo al macho que conserva su capacidad reproductiva.[cita requerida]

### Aspectos negativos
A pesar de los aspectos positivos de la castración en animales de compañía, también existen consecuencias negativas. Cuando se castra a un animal es altamente probable que pueda padecer de obesidad, por la ausencia casi total de hormonas sexuales, lo que ocasiona el depósito de grasa corporal y una actividad física menor, lo que constituye en sí mismo un problema serio, que además podría llevar a que el animal padezca trastornos articulares como artritis o artrosis, padecimientos cardíacos o circulatorios y otros, con una baja en la calidad de vida. Si bien es cierto que, en algunos casos, con una observancia en la alimentación y el ejercicio, es posible realizar un control del peso, y el animal puede mantener una condición física normal. Como contrapartida, en los animales castrados se reduce significativamente la aparición de enfermedades de los órganos reproductivos. [cita requerida]
Estas contraindicaciones, sumadas al que implica la anestesia general bajo la cual debe realizarse la intervención quirúrgica o a las complicaciones durante y después de la operación, hacen que muchos dueños de mascotas apelen a otros medios para controlar la reproducción; como no dejar que las gatas o las perras salgan de casa en época de celo, o el uso de la vasectomía o la ligadura de trompas. No obstante, cuando lo que se desea es evitar la incomodidad que implica el tener periódicamente un animal en celo, la castración es el método de elección, ya que las prácticas sucedáneas, como la administración de comprimidos o inyecciones anticonceptivas presentan un mayor índice de complicaciones. [cita requerida]

#### Castración en perros
En los perros, la cantidad de problemas de salud potenciales asociados con la castración supera con creces a las ventajas, lo que hace interesante el uso de sistemas de control de la reproducción que no afectan a su nivel hormonal, como la vasectomía.
- Afecta al desarrollo cognitivo en perros que no han llegado a la madurez, lo que dificulta el adiestramiento de los mismos.[15]
- Duplica la probabilidad de desarrollar osteosarcoma (cáncer de hueso),[16] que aumenta hasta el 28,4% absoluto para los rottweilers castrados.[17] Este es un cáncer común y de difícil tratamiento, con una alta mortandad.
- Aumenta en un 60% la posibilidad de padecer hemangiosarcoma cardíaco, un cáncer común que resulta una de las principales causas de muerte en Salukis, Bulldogs franceses, Irish Water Spaniel, Retriever de pelo plano, Golden Retrievers, Boxers, Afghan Hounds, Setters ingleses, Terriesr escocés, Boston Terriers, Bulldogs y pastores alemanes.[18]
- Triplica el riesgo de hipotiroidismo.[19] Ésta causa obesidad, letargo, pérdida del pelo y anomalías reproductivas.[20]
- Aumenta la gravedad del deterioro cognitivo geriátrico (demencia senil). Ésta provoca desorientación o problemas de sueño.[21]
- Triplica el riesgo de obesidad.[22] Esta enfermedad crónica aumenta la probabilidad de sufrir hipotiroidismo, diabetes mellitus, pancreatitis, rotura del ligamento cruzado y neoplasia (tumores).
- Cuadruplica la probabilidad de sufrir cáncer de próstata.[23] Al contrario que en los humanos, en los perros parece ser que la testosterona es una protección natural contra el carcinoma ductal o urotelial de próstata.[24]
- Duplica la posibilidad de padecer tumores malignos en el tracto urinario.[25]
- Retrasa el cierre de las placas de crecimiento en los huesos, lo que provoca proporciones antinaturales y el desgaste prematuro de las articulaciones.[26]
- Aumenta hasta en un 30% la posibilidad de reacciones adversas a las vacunas, incluyendo alergias, urticaria, anafilaxia, paro cardíaco, choque cardiogénico o muerte súbita.[27]